# Aron Koech
Aron Kipchumba Koech (né le 27 janvier 1990 à Kisii) est un athlète kényan, spécialiste du 400 mètres haies.

## Biographie
Demi-finaliste des championnats du monde 2015, il descend pour la première fois de sa carrière sous les 49 secondes sur 400 m haies en mai 2016 à Nairobi, en portant son record personnel à 48 s 99. En juin 2016, il remporte la médaille de bronze des championnats d'Afrique 2016, à Durban.
Il est le frère jumeau du champion du monde 2015 de la discipline, Nicholas Bett,. Le 8 août 2018, alors qu'il rentrait des championnats d'Afrique, son frère Nicholas perd tragiquement la vie dans une sortie de route, à seulement 28 ans,,.

## Palmarès
| Date | Compétition            | Lieu           | Résultat | Épreuve       | Temps         |
| ---- | ---------------------- | -------------- | -------- | ------------- | ------------- |
| 2016 | Championnats d'Afrique | Durban         | 3e       | 400 m haies   | 49 s 41       |
| 2016 | Championnats d'Afrique | Durban         | 2e       | 4 × 400 m     | 3 min 4 s 25  |
| 2016 | Jeux olympiques        | Rio de Janeiro | 7e       | 400 m haies   | 49 s 09       |
| 2018 | Jeux du Commonwealth   | Gold Coast     | finale   | 4 x 400 m     | DNF           |
| 2019 | Relais mondiaux        | Yokohama       | 3e       | 4 x 400 mixte | 3 min 19 s 43 |
| 2019 | Jeux africains         | Rabat          | 6e       | 400 m haies   | 50 s 58       |

## Records
| Épreuve     | Temps   | Lieu           | Date         |
| ----------- | ------- | -------------- | ------------ |
| 400 m haies | 48 s 49 | Rio de Janeiro | 16 août 2016 |